# Silnice II/120
Silnice II/120 je silnice II. třídy v trase: odpojení od silnice II/105 (u dvora Klimětice) – Rudolec – Jesenice – Doublovičky – Dobrošovice – Měšetice – Sedlec – Prčice – Brandíra – Přestavlky – Vrchotice – Libenice – Sychrov – Borotín – Sudoměřice u Tábora (krátké napojení na silnici II/603) – podjezd pod dálnicí D3 – Nemyšl – Úlehle – Horní Střítež – Nová Ves u Mladé Vožice – Zhoř u Mladé Vožice – Mladá Vožice (napojení na silnici II/124).
V Sedlci a v Prčici se napojuje silnice II/121 a u Libenic silnice II/122.

## Vodstvo na trase
U Jesenice (a opět mezi Sedlcem a Prčicí) vede přes Sedlecký potok a v Sudoměřicích u Bechyně přes Černý potok. U Vrchotic prochází okolo Prostředního rybníka a mezi Úlehlí a Horní Stříteží okolo Střítežského rybníka.